# Monumento nacional Castillo de Montezuma
El monumento nacional Castillo de Montezuma (en inglés, Montezuma Castle National Monument) es un monumento nacional de los Estados Unidos localizado en el centro de Arizona, en el valle del río Verde. Ocupa un área de 6,70 km² y comprende los terrenos de las viviendas mejor conservadas del área Hohokam. Lleva el nombre del último gobernante de los aztecas, aunque no posee ninguna relación directa con dicho personaje histórico ni con el pueblo azteca. El «castillo» es una estructura de ladrillos de adobe de 5 pisos de altura y con 20 aposentos, a los que se accede por escaleras a través de aberturas en el techo, que data del año 1100 d. C., construido sobre un acantilado de casi 24 m por encima del fondo del valle. Hacia el noreste se encuentra el pozo de Montezuma, que es un amplio sumidero bordeado por viviendas comunales.
Redescubierto a finales del siglo XIX, se convirtió en el tercer monumento nacional establecido en los Estados Unidos, creado el 8 de diciembre de 1906 por proclamación del presidente Theodore Roosevelt basándose en las atribuciones que le concedió la recién aprobada ley de Antigüedades de 1906 («Antiquities Act»).

## Imágenes

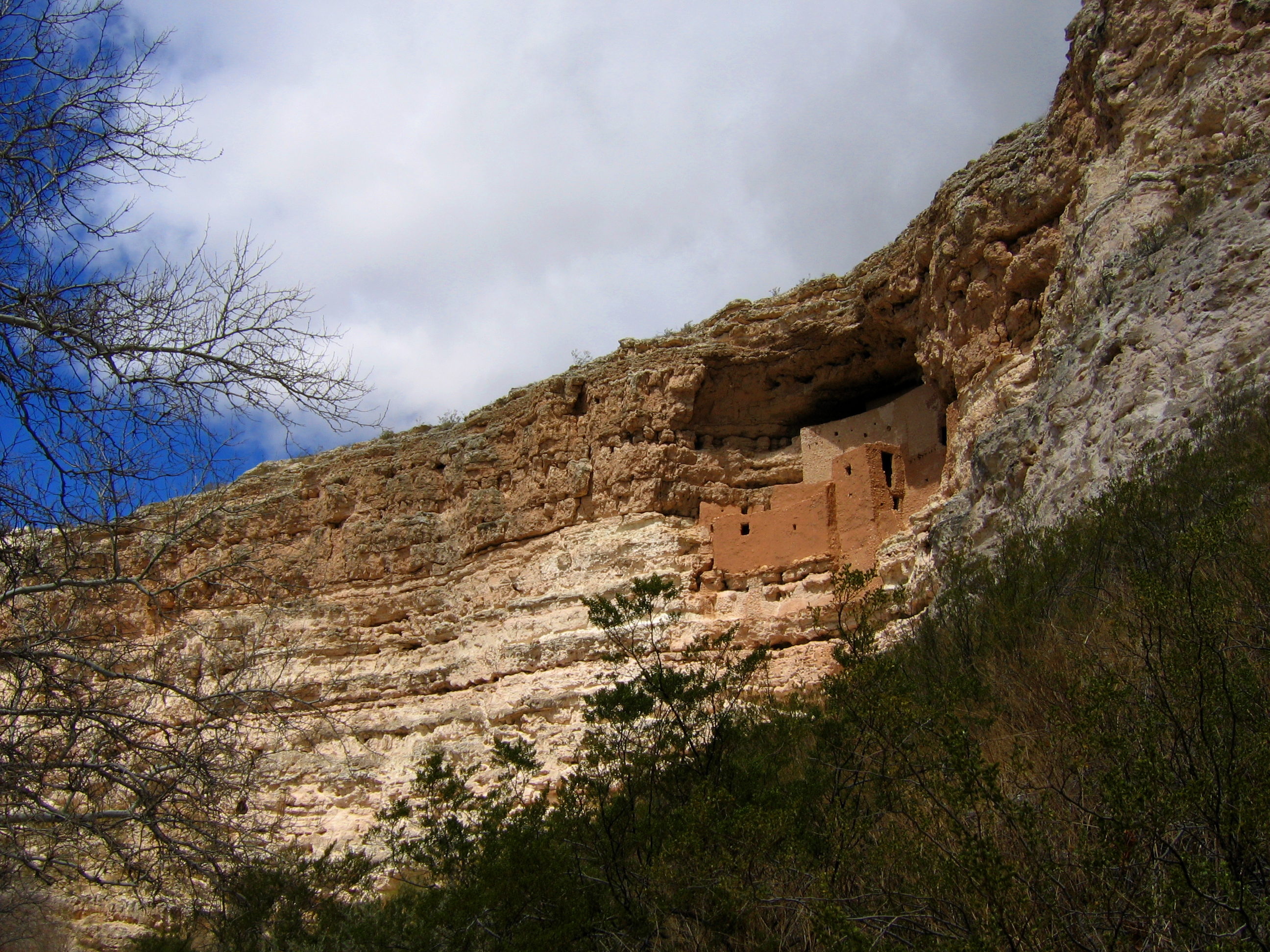
Los acantilados en el monumento nacional Castillo de Montezuma.
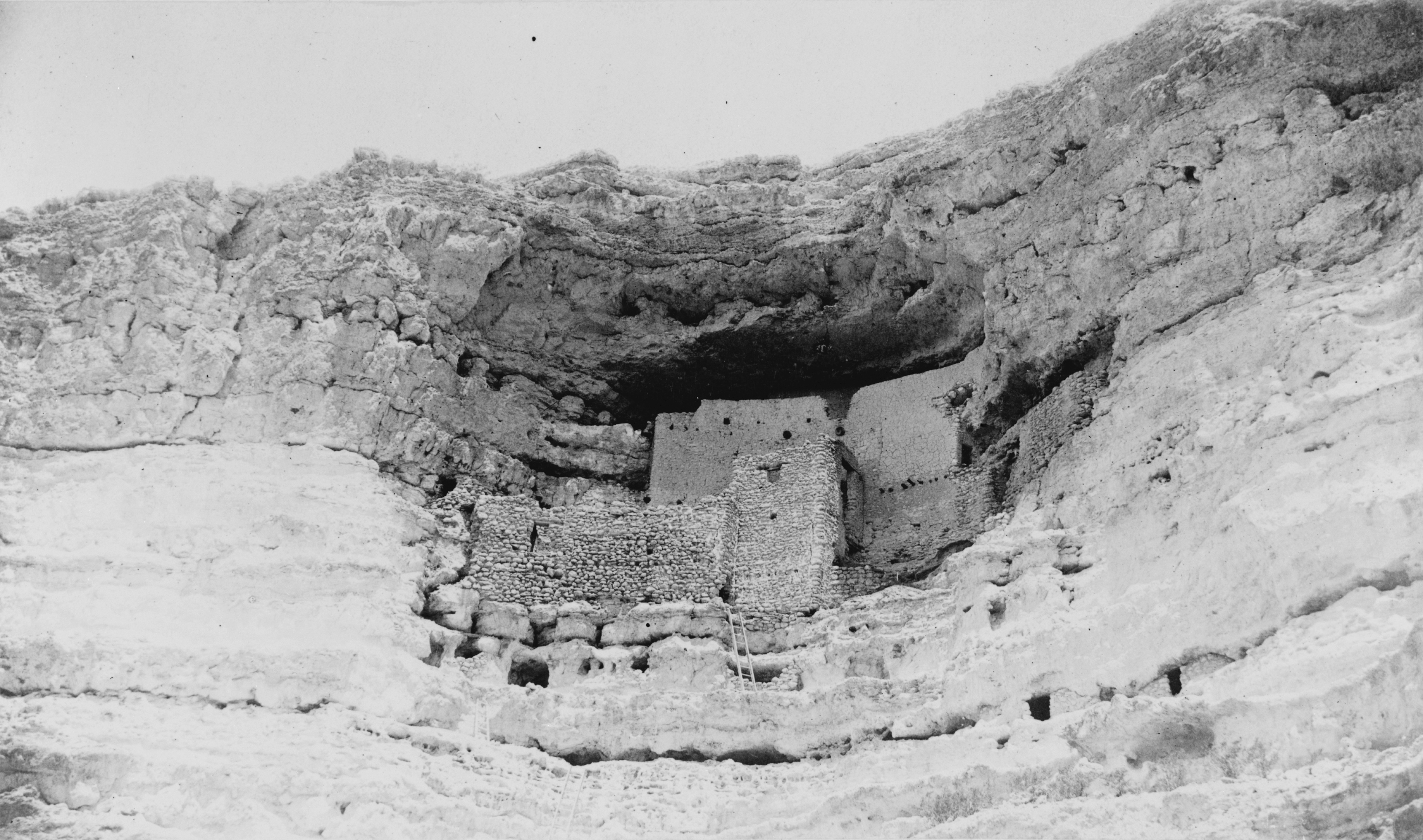
Fotografía histórica de los acantilados con viviendas. 1887.
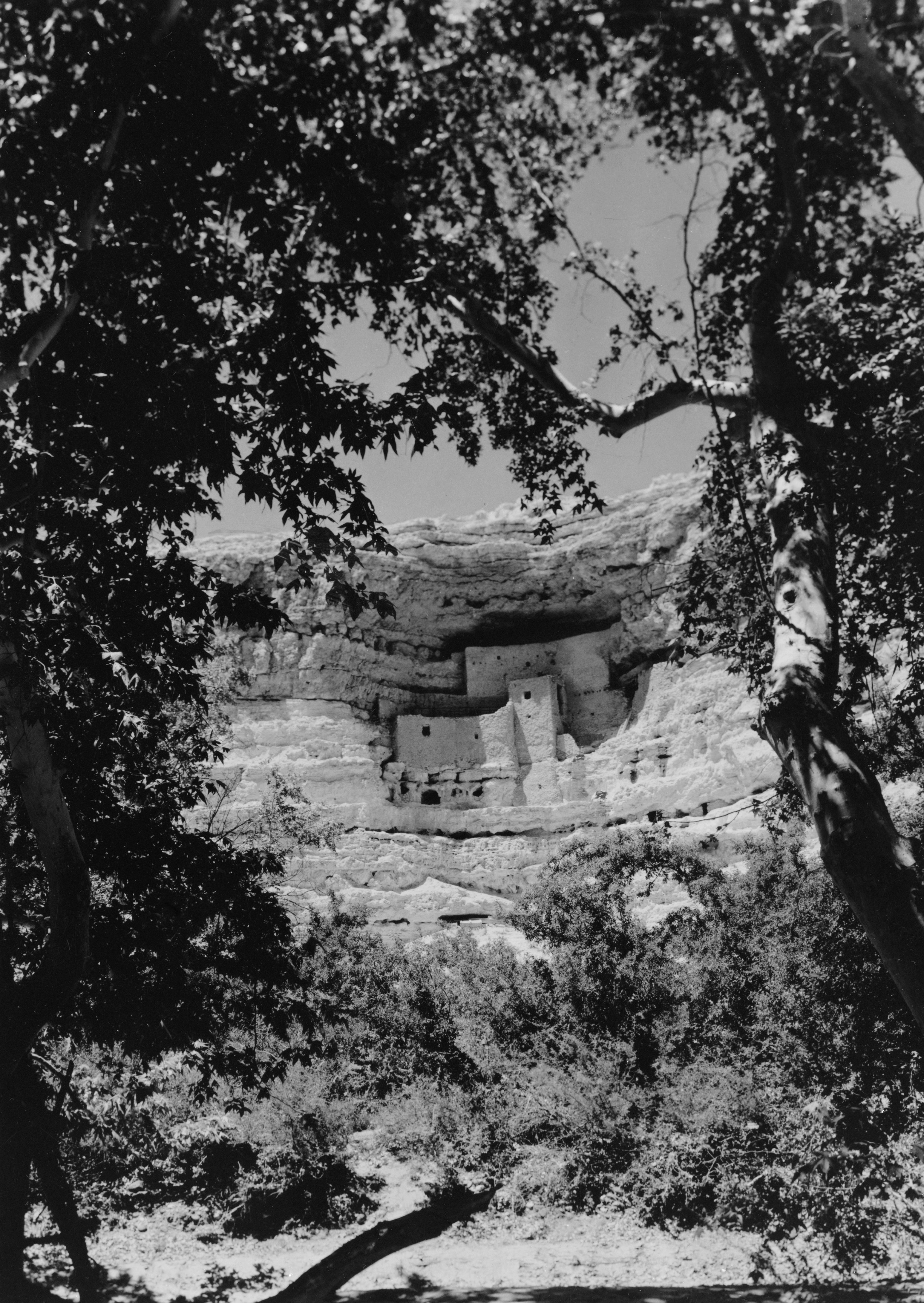
Montezuma Castle, c. 1935, Historic American Buildings Survey
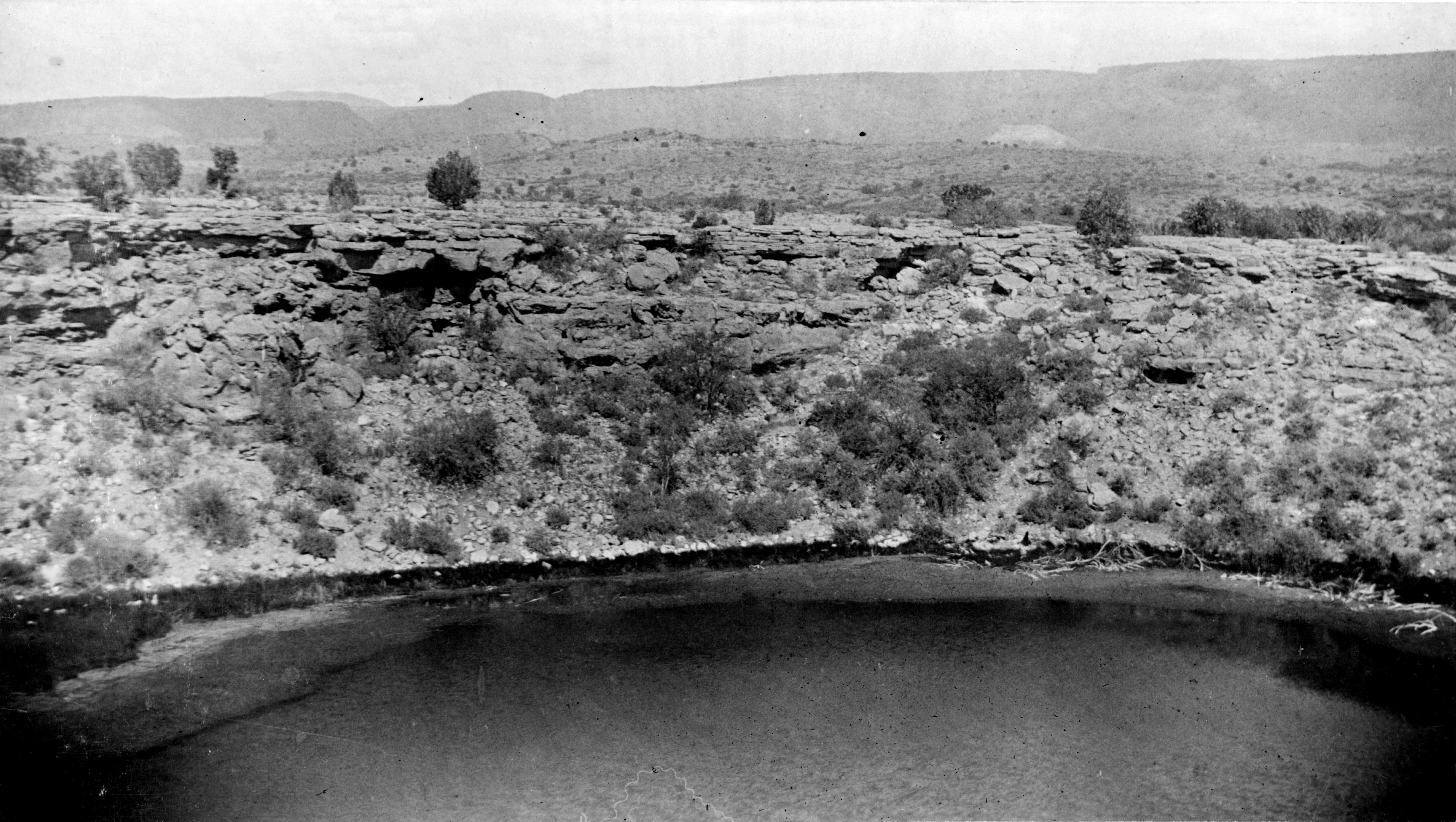
Fotografía histórica de Montezuma Well. 1887

- Datos: Q1946228
- Multimedia: Montezuma Castle National Monument / Q1946228